# Autoexploració mamària
L'autoexploració mamària (AEM) és un mètode de detecció utilitzat en un intent de detectar càncer de mama precoç. El mètode consisteix en el fet que la pròpia es miri i es palpi cada pit per detectar-s'hi possibles grumolls, distorsions o inflor.

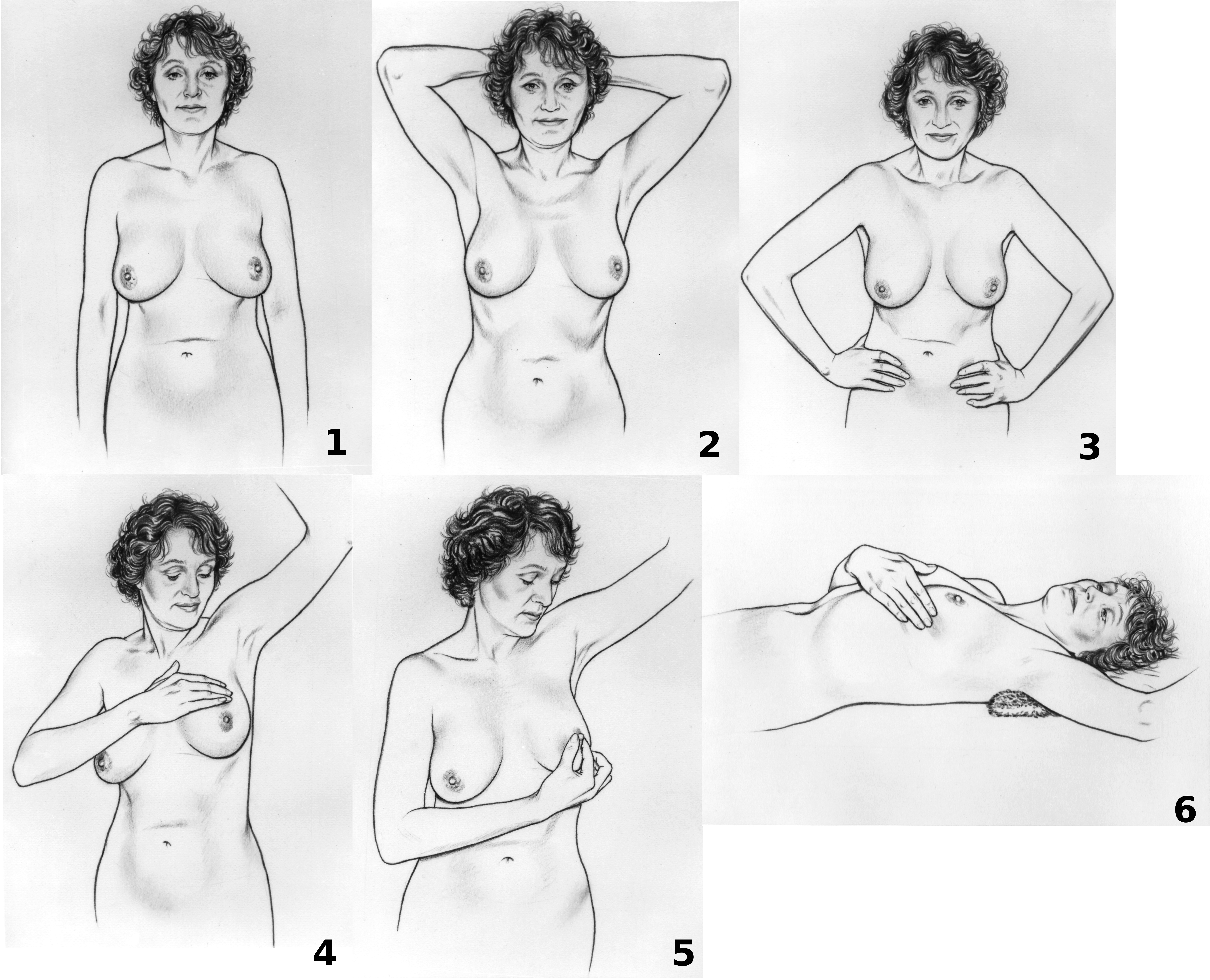
Un exemple pictòric d'autoexploració mamària en sis passos. Els passos 1-3 inclouen la inspecció del pit amb els braços penjats al costat del cos, darrere del cap i del costat. El pas 4 és la palpació de la mama. El pas 5 és la palpació del mugró. El pas 6 és la palpació de la mama mentre s'està estirada
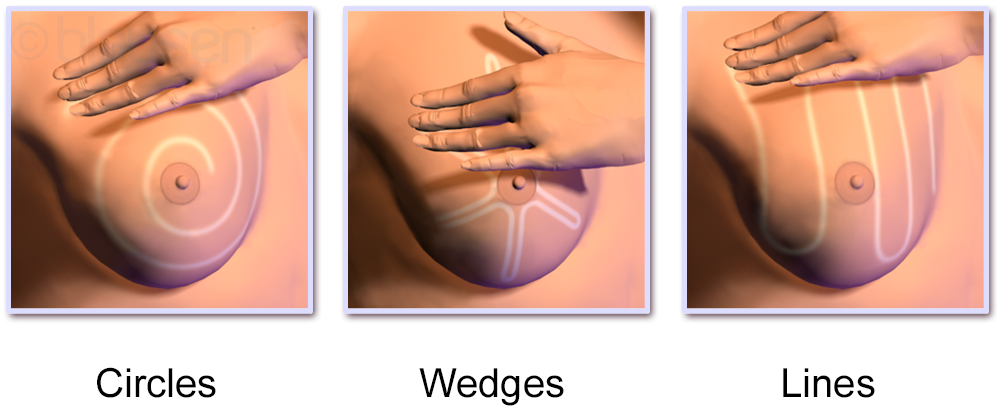
Mètodes de palpació del pit

Inicialment es va promoure l'AEM com a mitjà per trobar el càncer en una etapa més curable, però grans estudis aleatoris controlats van trobar que no era eficaç per prevenir la mort i que en realitat causava danys a través de innecessàries biòpsies, cirurgia i ansietat. Així l'Organització Mundial de la Salut i altres organitzacions ja no la recomanen. Altres organitzacions adopten una postura neutral.